# John Phan
John Phan (Đà Nẵng, 10 ottobre 1974) è un giocatore di poker vietnamita con cittadinanza statunitense.

## Biografia
Nella sua esperienza pokeristica John Phan ha ottenuto ben 19 ITM alle WSOP, tra i quali spiccano due braccialetti vinti e un quarto posto al tavolo finale del $5.000 Seven Card Stud.
Phan è arrivato per quattro volte al tavolo finale del WPT: ha chiuso quarto al $25.000 WPT Championship, vincendo 518920 $; sesto al $9.600 al Bay 101 della sesta stagione, vincendo 135000 $; quinto nel luglio 2008 nell'evento da 10000 $ svoltosi al Bellagio vincendo 193915 $; infine ha vinto il $10.000 WPT Legends of Poker svoltosi al Bicycle Casino, vincendo più di 1100000 $ nella settima stagione del WPT.
Al 2011 le sue vincite totali nei tornei live superano i 5300000 $, di cui 1363354 $ derivanti esclusivamente dalle WSOP.

## Braccialetti WSOP
| Anno | Torneo                  | Premio   |
| ---- | ----------------------- | -------- |
| 2008 | $3.000 No-Limit Hold'em | 434789 $ |
| 2008 | $2.500 2-7 Triple Draw  | 151896 $ |